# العلاقات النرويجية الهايتية
العلاقات النرويجية الهايتية هي العلاقات الثنائية التي تجمع بين النرويج وهايتي.

## مقارنة بين البلدين
هذه مقارنة عامة ومرجعية للدولتين:
| وجه المقارنة                                              | النرويج                                                   | هايتي                                |
| --------------------------------------------------------- | --------------------------------------------------------- | ------------------------------------ |
| المساحة (كم2)                                             | 385.21 ألف                                                | 27.75 ألف                            |
| عدد السكان (نسمة)                                         | 5.33 مليون                                                | 10.98 مليون                          |
| الكثافة السكانية (ن./كم²)                                 | 13.84                                                     | 395.68                               |
| العاصمة                                                   | أوسلو                                                     | بورت أو برانس                        |
| اللغة الرسمية                                             | بوكمول، لغات السامي، نينوشك، اللغة النرويجية              | لغة فرنسية، اللغة الكريولية الهايتية |
| العملة                                                    | كرونة نروجية                                              | جوردة هايتية                         |
| الناتج المحلي الإجمالي (بليون دولار)                      | 398.83 مليار                                              | 8.41 مليار                           |
| الناتج المحلي الإجمالي (تعادل القوة الشرائية) بليون دولار | 322.23 مليار                                              | 18.82 مليار                          |
| الناتج المحلي الإجمالي الاسمي للفرد دولار أمريكي          | 74.40 ألف                                                 | 818                                  |
| الناتج المحلي الإجمالي للفرد دولار أمريكي                 | 65.61 ألف                                                 | 1.73 ألف                             |
| مؤشر التنمية البشرية                                      | 0.944                                                     | 0.483                                |
| رمز المكالمات الدولي                                      | +47                                                       | +509                                 |
| رمز الإنترنت                                              | .no                                                       | .ht                                  |
| المنطقة الزمنية                                           | ت ع م+01:00، ت ع م+02:00، توقيت وسط أوروبا، أوروبا/أوسلو ‏ | 00                                   |

## منظمات دولية مشتركة
يشترك البلدان في عضوية مجموعة من المنظمات الدولية، منها:
| علم المنظمة | اسم المنظمة                               | تاريخ انضمام النرويج | تاريخ انضمام هايتي |
| ----------- | ----------------------------------------- | -------------------- | ------------------ |
|             | منظمة الشرطة الجنائية الدولية             | ?                    | ?                  |
|             | منظمة التجارة العالمية                    | 1995                 | ?                  |
|             | البنك الدولي للإنشاء والتعمير             | 27 ديسمبر 1945       | 8 سبتمبر 1953      |
|             | منظمة حظر الأسلحة الكيميائية              | ?                    | ?                  |
|             | مؤسسة التنمية الدولية                     | 24 سبتمبر 1960       | 13 يونيو 1961      |
|             | الأمم المتحدة                             | 27 نوفمبر 1945       | 24 أكتوبر 1945     |
|             | يونسكو                                    | 4 نوفمبر 1946        | 18 نوفمبر 1946     |
|             | الاتحاد البريدي العالمي                   | ?                    | ?                  |
|             | المركز الدولي لتسوية المنازعات الاستشارية | 15 سبتمبر 1967       | 26 نوفمبر 2009     |
|             | مؤسسة التمويل الدولية                     | 20 يوليو 1956        | 20 يوليو 1956      |
|             | الاتحاد الدولي للاتصالات                  | 1866                 | 10 أكتوبر 1927     |
|             | وكالة ضمان الاستثمار متعدد الأطراف        | 9 أغسطس 1989         | 11 ديسمبر 1996     |

## وصلات خارجية
- موقع وزارة الخارجية النرويجية
- موقع وزارة الخارجية الهايتية